# Vincenzo Amendola
Vincenzo Amendola, detto Enzo (Napoli, 22 dicembre 1973), è un politico italiano.
È stato Ministro per gli affari europei del governo Conte II dal 5 settembre 2019 al 13 febbraio 2021 e sottosegretario di Stato alla Presidenza del Consiglio con delega agli affari europei nel governo Draghi dal 1º marzo 2021 al 22 ottobre 2022.

## Biografia
Figlio di Carlo Amendola, un medico democristiano, ha frequentato scuole cattoliche e si è diplomato al liceo scientifico.
Si è sposato il 24 giugno 2013, con rito civile, con una giornalista di origini marocchine, Karima Moual. La coppia ha avuto due figli: Jamila e Carlo Karim.

## Carriera politica

### Esordi politici
Si iscrive nel 1989 alla Federazione Giovanile Comunista Italiana, l'organizzazione giovanile del Partito Comunista Italiano, dove conobbe durante quei tempi in un campeggio di studenti il futuro segretario del PD Nicola Zingaretti.
Entrato nella Sinistra Giovanile nel 1990, nel 1998 ne diventa Responsabile Esteri e vicepresidente dell'Unione Internazionale della Gioventù Socialista (IUSY).
Alle elezioni amministrative del 7 giugno 1992 viene eletto consigliere comunale di Napoli, tra le file del Partito Democratico della Sinistra.
Nel 2006 venne chiamato dal segretario Piero Fassino per entrare nella segreteria nazionale dei Democratici di Sinistra, per poi trasferirsi a novembre dello stesso anno a Napoli, dove ha guidato la segreteria regionale dei DS campani. In questa veste ha collaborato con Ciriaco De Mita per attuare il progetto di una segreteria regionale unitaria in vista della confluenza di DS e La Margherita nel Partito Democratico.
Nel 2009 entra nella mozione di Pier Luigi Bersani per le primarie di quell'anno del Partito Democratico, vinte poi dal candidato da lui sostenuto: Amendola diventa quindi segretario regionale del Partito Democratico in Campania fino al 25 febbraio del 2014, quando entra nella segreteria nazionale del PD.

### Deputato alla Camera
È eletto alla Camera dei Deputati nella circoscrizione Campania 2 alle elezioni politiche del 2013 e diventa capogruppo del PD nella III Commissione (Affari esteri e comunitari) e membro della delegazione parlamentare dell'Assemblea OSCE .
Il 5 giugno 2013 viene scelto come Coordinatore dei segretari regionali nella segreteria nazionale del PD dal segretario reggente Guglielmo Epifani, carica che ricopre fino a dicembre 2013. Il 16 settembre 2014 viene nominato responsabile nazionale del PD con delega agli Esteri nella segreteria di Matteo Renzi.

### Sottosegretario di Stato agli affari esteri
Il 29 gennaio 2016 è stato nominato Sottosegretario di Stato al Ministero degli affari esteri e della cooperazione internazionale prima nel governo Renzi e poi nel governo Gentiloni. In entrambi gli esecutivi gli è conferita la delega agli italiani all'estero, alle adozioni internazionali e alle politiche ambientali ed energetiche. Nel corso del suo mandato ha spesso accompagnato il Presidente della Repubblica Sergio Mattarella in visite di Stato all'estero.
Da sottosegretario agli esteri si è occupato di corridoi umanitari, terrorismo, Iraq, di curare i rapporti con le Nazioni Unite e della vicenda della Brexit. Inoltre, è stato il primo membro del governo italiano a recarsi in Egitto dopo la morte di Giulio Regeni, a un anno e mezzo di distanza dall'accaduto.
Nel 2017 viene riconfermato come responsabile nazionale agli esteri del PD nella 2ª segreteria "unitaria" di Renzi.
In vista delle elezioni politiche del 2018, si candida al Senato della Repubblica in terza posizione nel collegio plurinominale Campania - 03, ma non viene eletto.
Il 15 giugno 2019 viene scelto ancora come responsabile nazionale agli esteri del PD dal nuovo segretario Nicola Zingaretti.

### Ministro e sottosegretario per gli affari europei
Dal 5 settembre 2019 è ministro per gli affari europei del secondo governo Conte, succedendo a Lorenzo Fontana, dopo la rottura tra la Lega e l'avvicinamento del PD come partner di minoranza del governo col Movimento Cinque Stelle. Rispetto al suo predecessore Fontana, Amendola si è presentato sin dall'inizio come portatore di una linea fortemente europeista, allineata a Bruxelles, facendo asse con il commissario europeo all'economia designato dall'Italia, l'ex premier Paolo Gentiloni, e con il Ministro dell'economia Roberto Gualtieri come portavoce dell'europeismo del governo Conte II; rimarcando l'importanza dell'Italia nell'UE come partner alla pari con gli altri Paesi membri.
Dal 17 al 21 luglio 2020, Amendola ha partecipato, insieme al Presidente del Consiglio dei ministri Giuseppe Conte, a uno dei Consigli europei più lunghi della storia. Dopo giorni di aspri scontri, i leader europei hanno concordato una nuova proposta del Presidente del Consiglio europeo Charles Michel, che prevedeva un bilancio di 750 miliardi di euro per il cosiddetto Fondo di recupero, composto da 390 miliardi di euro di sovvenzioni e 360 miliardi di euro in prestiti. L'Italia beneficerebbe di quasi 82 miliardi di euro di sovvenzioni e 127 miliardi di euro di prestiti.
Il 24 febbraio 2021, il Consiglio dei ministri lo nomina Sottosegretario di Stato alla Presidenza del Consiglio del governo Draghi, con delega agli affari europei.
Alle elezioni politiche del 2022 viene candidato ed eletto alla Camera da capolista del PD nel collegio plurinominale Basilicata - 01.

## Posizioni politiche
Si è dichiarato favorevole all'estensione del diritto al matrimonio e all'adozione da parte di coppie dello stesso sesso, nonché all'eutanasia, allo Ius soli, e alla modifica della legge Bossi-Fini sull'immigrazione. Si definisce molto radicale su posizioni come l'ambientalismo, il lavoro e le politiche sociali. Assieme a Lorenzo Guerini è ritenuto esponente della corrente interna al Partito Democratico più favorevole alla difesa del collocamento atlantista dell'Italia a fianco degli Stati Uniti d'America.